# Heilles
Heilles ist eine französische Gemeinde mit 649 Einwohnern (Stand 1. Januar 2022) im Département Oise in der Region Hauts-de-France. Sie gehört zum Arrondissement Clermont, zur Communauté de communes Thelloise und zum Kanton Mouy.

## Geographie
Die Gemeinde Heilles liegt rund 18 Kilometer nordwestlich von Creil am rechten (südwestlichen) Ufer des Thérain. Zu Heilles gehören die Ortschaft Mouchy-la-Ville und das Schloss Morainval. Heilles besitzt einen Haltepunkt an der Bahnstrecke Beauvais – Creil.

## Einwohner
| Jahr                       | 1962 | 1968 | 1975 | 1982 | 1990 | 1999 | 2006 | 2012 | 2021 |
| -------------------------- | ---- | ---- | ---- | ---- | ---- | ---- | ---- | ---- | ---- |
| Einwohner                  | 394  | 334  | 370  | 489  | 577  | 577  | 587  | 613  | 655  |
| Quellen: Cassini und INSEE |      |      |      |      |      |      |      |      |      |

## Sehenswürdigkeiten
- auf das 12. und 13. Jahrhundert zurückgehende Kirche Saint-Martin, seit 1993 als Monument historique  eingetragen[1]
- Eingangsbereich des Schlosses von Mouchy-le-Châtel aus dem 19. Jahrhundert mit Conciergerie und Kapelle, 2003 als Monument historique eingetragen[2]
- Schloss Morainval mit neugotischem Turm, der Park in das Vorinventar der bemerkenswerten Gärten eingetragen[3]
- Lavoir
- Calvaire
- Friedhofskreuz

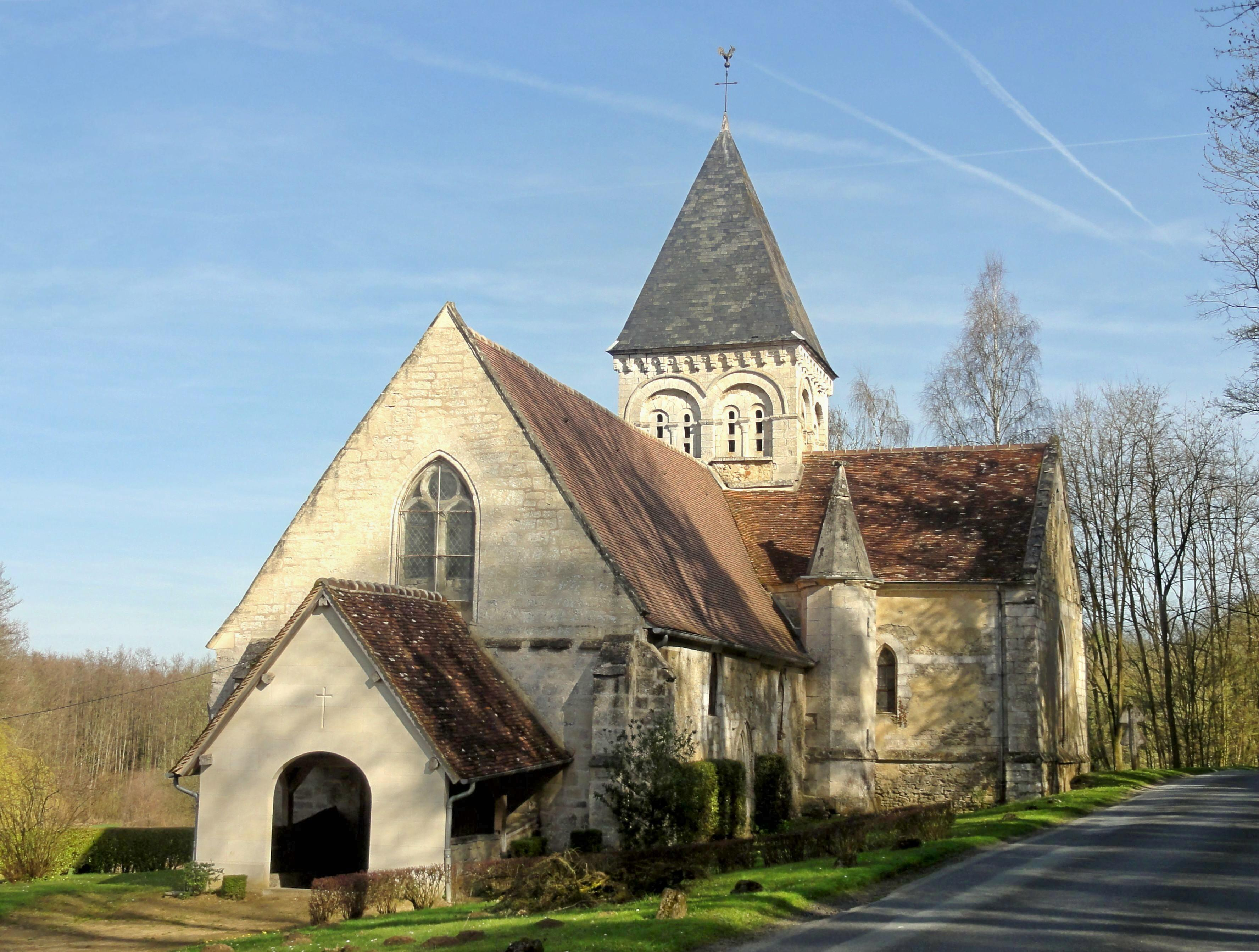
Kirche Saint-Martin
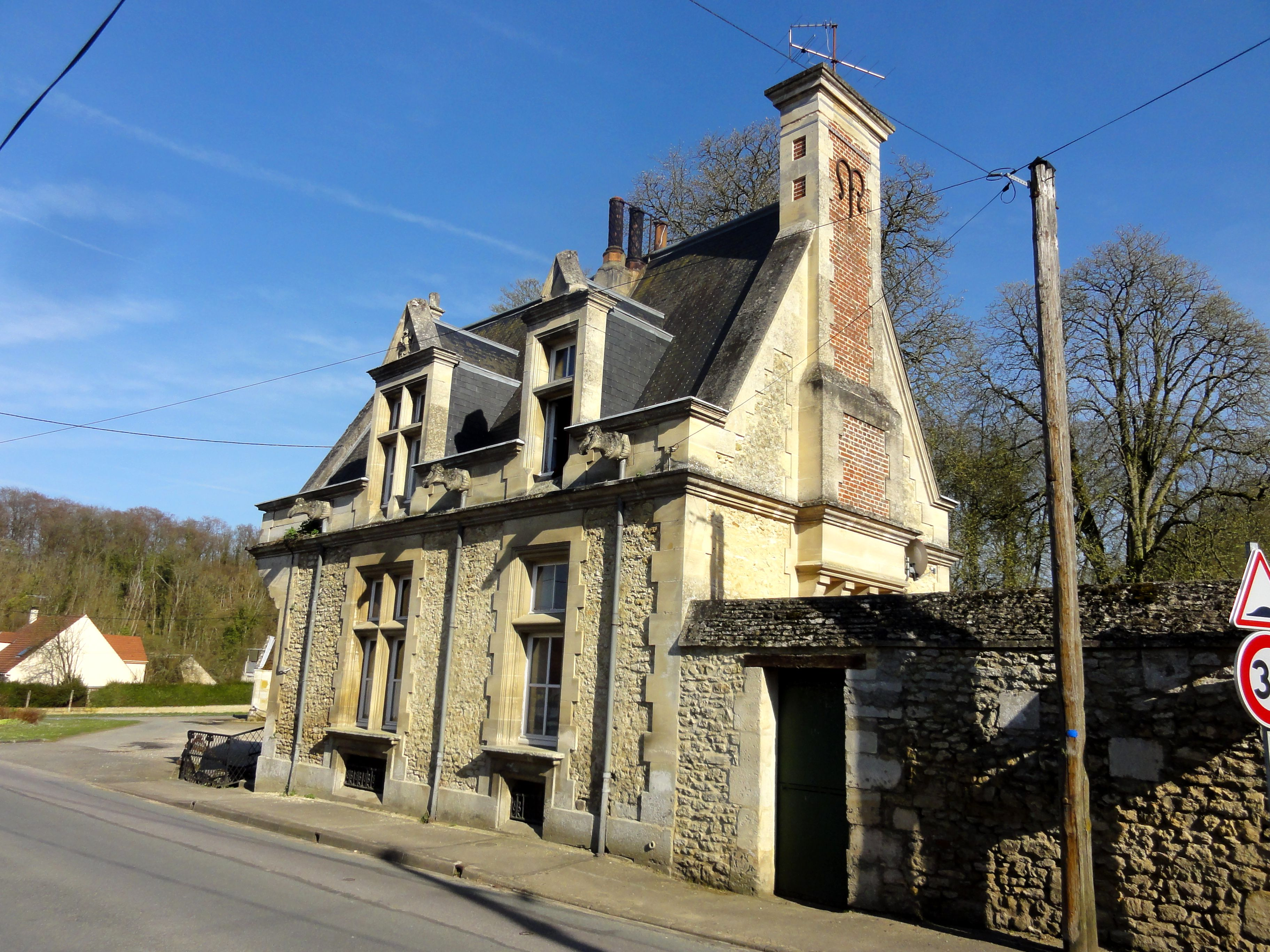
Conciergerie, Schloss Mouchy
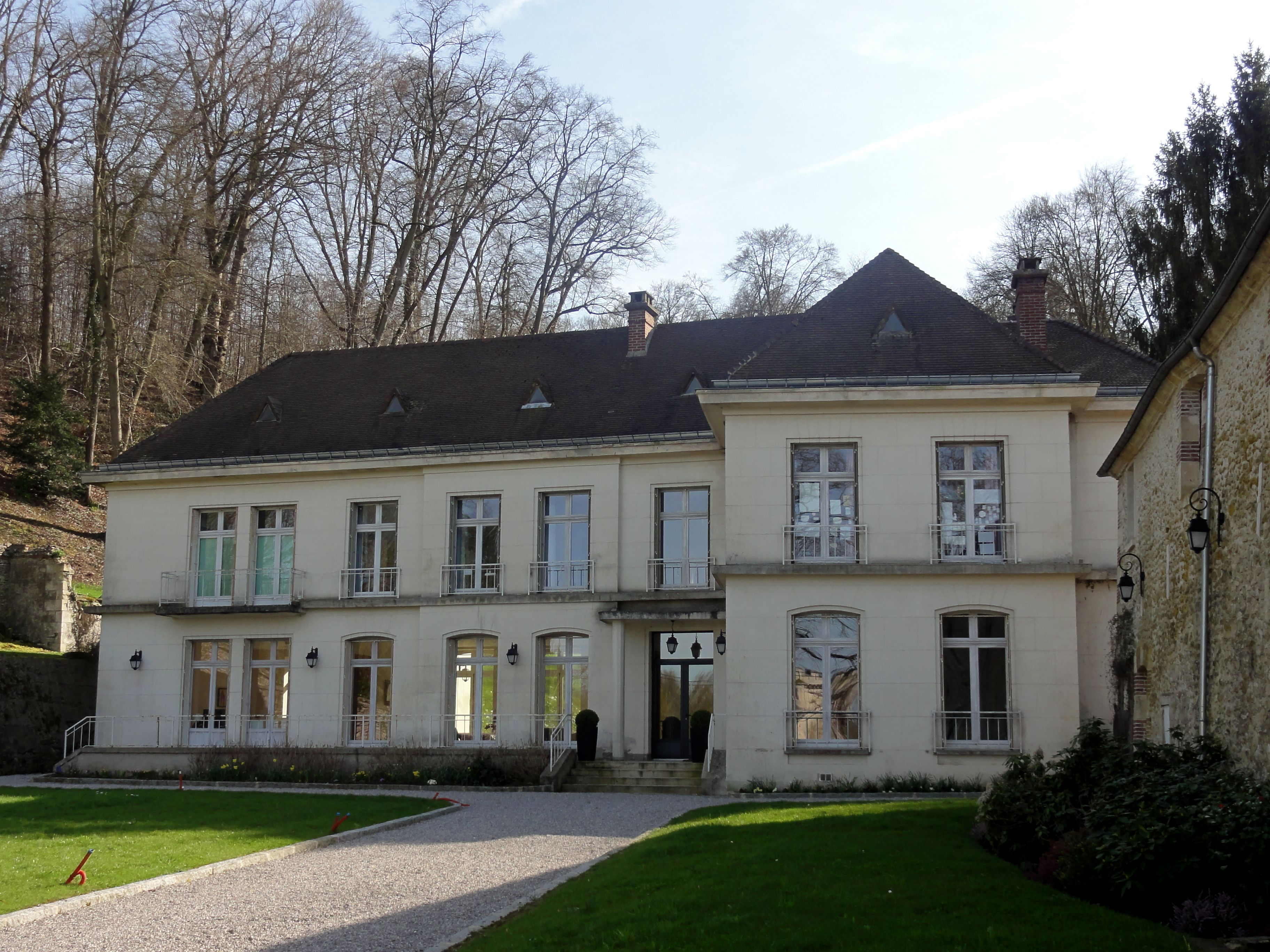
Schloss Morainval
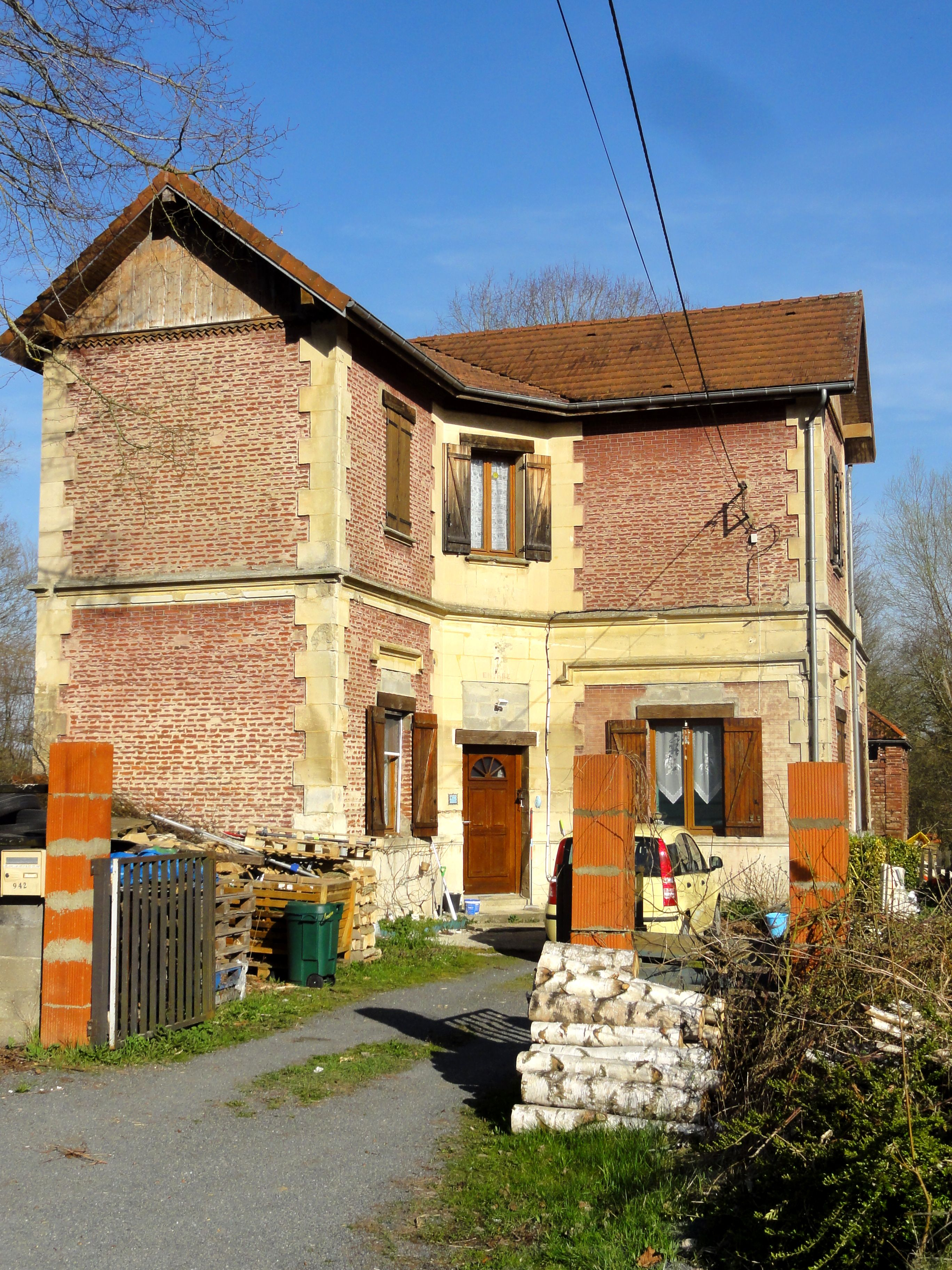
Bahnhof Heilles-Mouchy
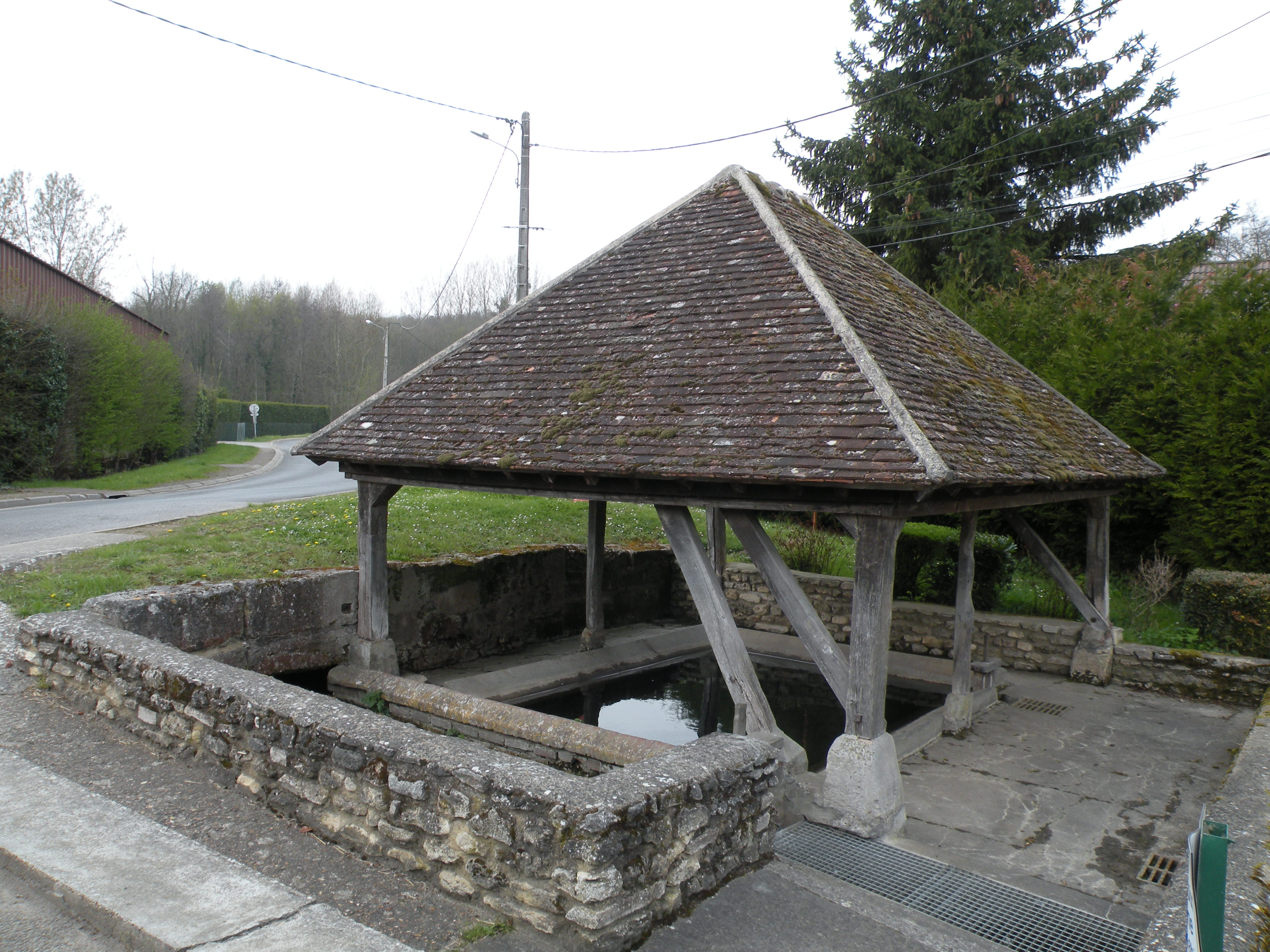
Lavoir
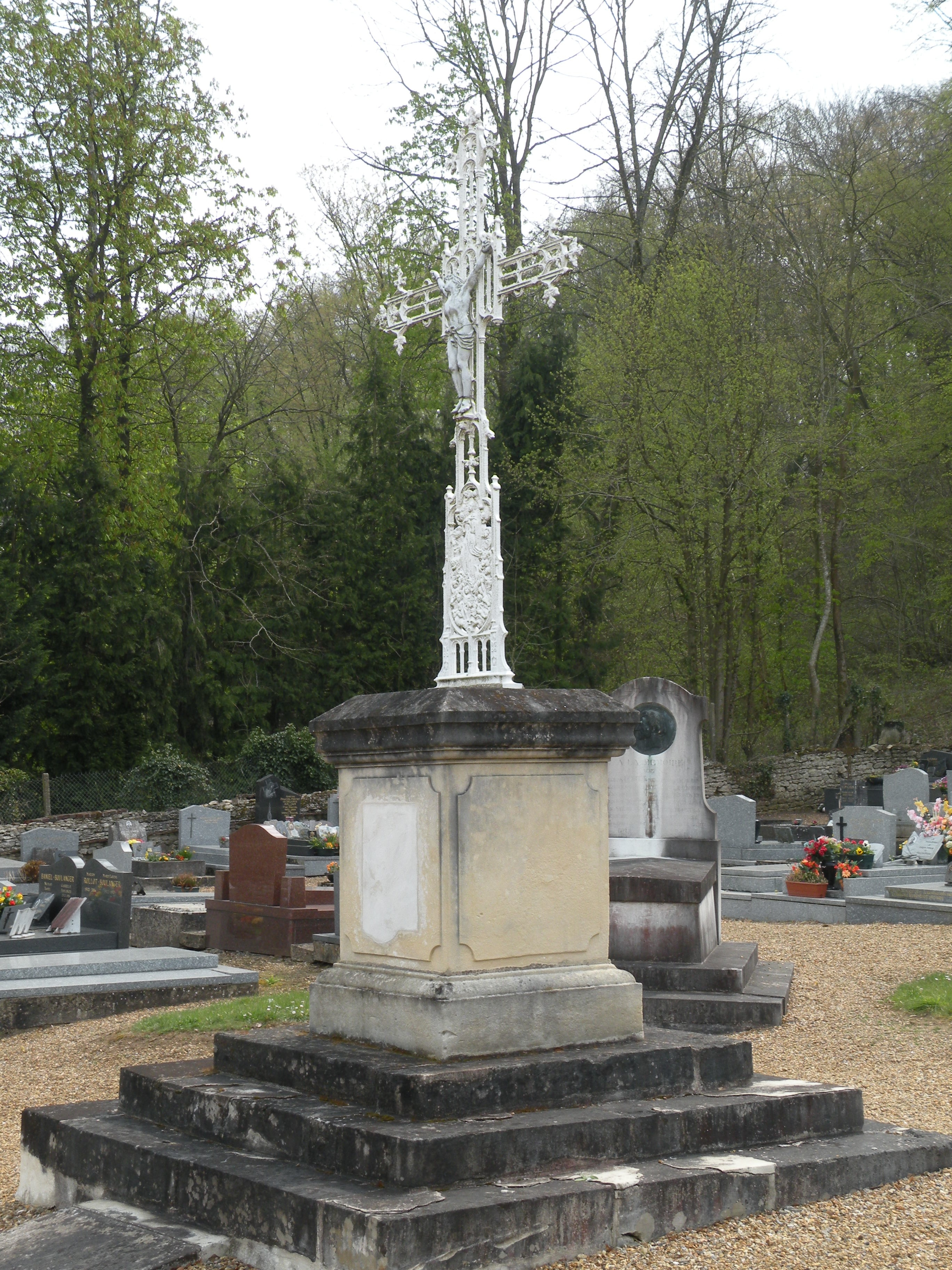
Calvaire
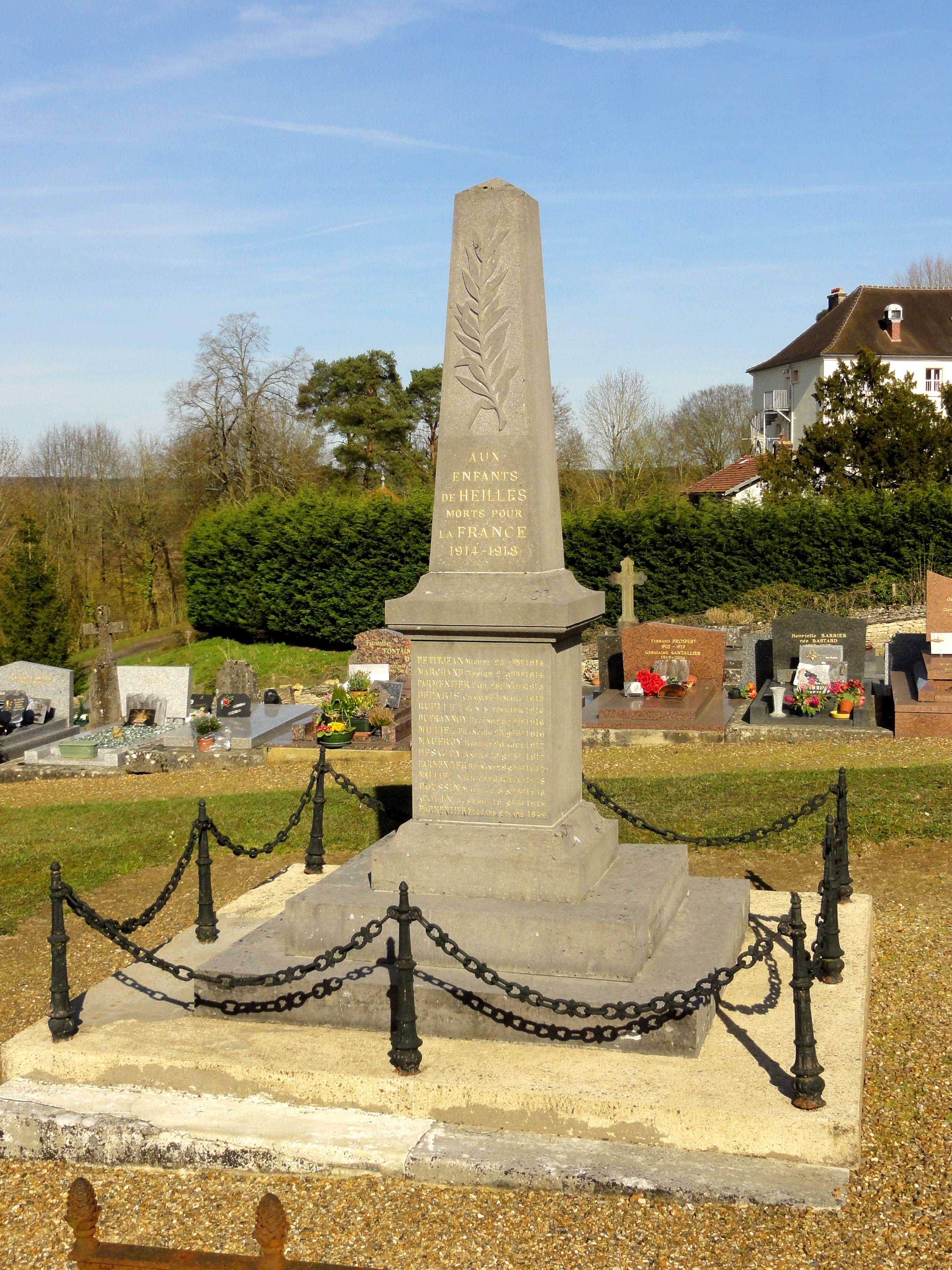
Gefallenendenkmak